# 은혼 더 파이널
《은혼 더 파이널》(일본어: 銀魂 THE FINAL 긴타마 더 파이널[*])은 2021년 1월 8일에 개봉된 일본의 애니메이션 영화다.

## 출연
- 사카타 긴토키 - 스기타 토모카즈
- 시무라 신파치 - 사카구치 다이스케
- 카구라 - 쿠기미야 리에
- 다카스기 신스케 - 코야스 타케히토
- 가츠라 고타로 - 이시다 아키라
- 사다하루 - 타카하시 미카코
- 곤도 이사오 - 치바 스스무
- 히지카타 토시로 - 나카이 카즈야
- 오키타 소고 - 스즈무라 켄이치
- 요시다 쇼요 - 야마데라 코이치